# 長崎府
長崎府（ながさきふ）は、江戸時代に設置された長崎奉行所に代わり、1868年（明治元年）に明治政府によって長崎に設置された行政機関。1年あまりで長崎県となった。

## 沿革
長崎奉行を参照。
- 1868年（明治元年）
  - 1月14日 - 新政府、天領を没収する旨を布達。最後の長崎奉行、河津祐邦（伊豆守）が奉行所を脱出し、翌15日船で長崎から江戸へ引き揚げる。
  - 1月16日 - 旧・長崎奉行西役所を「長崎会議所」に改め、各藩の合議制によって治安の維持にあたることが決定される。
  - 1月28日 - 新政府により澤宣嘉（七卿都落ちの1人）を九州鎮撫使[1]兼外国事務総督に任命される。
  - 2月1日 - 民政機関として「長崎裁判所」（現在の裁判所とは異なる）が外浦町（現・長崎市江戸町、万才町）に設置される。
  - 2月2日 - 澤宣嘉が長崎裁判所総督の兼任を命じられる。大村丹後守が長崎取締として総督を補佐し、警衛を担当する。
  - 2月15日 - 澤宣嘉、大村丹後守らが長崎に上陸。
  - 2月16日 - 長崎会議所が廃止され、長崎裁判所が正式に発足。長崎裁判所に九州鎮撫長崎総督府が設置される。
  - 3月24日 - 九州鎮撫長崎総督府が九州全部の34藩を管轄することになる。
  - 閏月4月19日 - 澤宣嘉、遊撃隊（1868年（慶応3年）8月創設）を「振遠隊」に改称（邏卒・警察官の前身）。
  - 閏月4月25日 - 長崎裁判所が管理する肥後国天草郡に富岡県、豊後国日田郡に日田県が設置される。
  - 5月4日 - 長崎裁判所が「長崎府」（場所としては「長崎府役所」）に改められる。九州鎮撫長崎総督府が廃止される。
    - 澤宣嘉が知府事（1年後「府知事」に改称）に就任。

  - 8月8日 - 長崎府役所を旧・長崎奉行立山役所に移し、「長崎府庁」とする。
  - 8月28日 - 沢知府事、諏訪神事を改革し、華美禁止の令を出す。この年の奉納踊りは全廃。
  - 8月29日 - 天草県（旧・富岡県）が廃止され、長崎府に戻される。長崎府富岡出張所を設置。
  - 10月17日 - 福岡藩預り地の肥前国彼杵郡浦上村を長崎府の管轄とする。
- 1869年（明治2年）
  - 3月15日 - 澤宣嘉、参与に命じられる（同年4月11日に長崎を離れ上京）。
  - 6月20日 - 長崎府が「長崎県」に改められる。判事の野村盛秀が知事に任じられる。

## 参考資料
- 「市制百年 長崎年表」（1989年（平成元年）4月1日, 長崎市役所）

## 関連事項
- 長崎奉行所
- 長崎県
- 長崎県知事一覧
- 長崎県庁